# N̂
Cette page contient des caractères spéciaux ou non latins. S’ils s’affichent mal (▯, ?, etc.), consultez la page d’aide Unicode.
N̂ (minuscule : n̂), appelé N accent circonflexe, est un graphème latin utilisé dans l’écriture du chiricahua du efik, du goo, du massa, du moyen bas allemand, et dans l’écriture du minnan. Il est aussi utilisé dans la romanisation ISO 9 de l’alphabet cyrillique. Il s’agit de la lettre N diacritée d'un accent circonflexe.

## Utilisation
Dans la romanisation ISO 9 de l’alphabet cyrillique, ‹ n̂ › translittère la lettre cyrillique njé ‹ њ › utilisé en macédonien, monténégrin et serbe.
En letton, le n accent circonflexe est utilisé lorsque l’intonation syllabique est indiquée.
Le n accent circonflexe a été utilisé dans l’écriture du luxembourgeois pour indiquer la nasalisation, par exemple dans Deplacemen̂t, dans le Luxemburger Wörterbuch (de) publié entre 1950 et 1975.

## Représentations informatiques
Le N accent circonflexe peut être représenté avec les caractères Unicode suivants (latin de base, diacritiques) :
| formes    | représentations | chaînes de caractères | points de code | descriptions                                             |
| --------- | --------------- | --------------------- | -------------- | -------------------------------------------------------- |
| capitale  | N̂               | N◌̂                    | U+004E U+0302  | lettre majuscule latine n diacritique accent circonflexe |
| minuscule | n̂               | n◌̂                    | U+006E U+0302  | lettre minuscule latine n diacritique accent circonflexe |

## Sources
- (en) Transliteration of Serbian, Cyrillic script, 2.0, 13 janvier 2007 (lire en ligne)
- (en) Transliteration of Macedonian, Cyrillic script, 2.2, 8 février 2008 (lire en ligne)